# La Guerre des têtes
La Guerre des têtes (顔シューティング, Kao shūtingu) est un jeu vidéo de tir à la première personne en réalité augmentée 3D développé par HAL Laboratory. Il est préinstallé sur toutes les consoles de la famille Nintendo 3DS et est disponible au lancement de la console dans les différentes régions.

## Système de jeu
La Guerre des têtes est un jeu en solo de réalité augmentée à la première personne qui utilise les contrôles et des caméras gyroscopiques de la console portable. Le jeu est une démo technique étendue avec un total de deux modes et neuf niveaux. Six d'entre eux sont une expérience pour des joueurs professionnels, alors que les trois autres niveaux sont à présenter à des amis qui ne connaissent pas le jeu. Après avoir pris des photos de tête des gens, le jeu utilise les têtes pour créer des ennemis du joueur, qui doit leur tirer dessus, d'où le titre. Le décor du jeu est ce qu'on aperçoit avec l'appareil photo de la console, et où les ennemis peuvent se cacher derrière. Lorsque des personnes sont visibles sur l'appareil photo pendant le jeu, leurs têtes s'ajoutent à la liste des ennemis, ce qui donne des points au joueur. Il y a aussi des combos qui multiplient le score à chaque fois (par exemple, si le joueur tire sur la bouche de tous les ennemis). Il y a des papillons qui peuvent être touchés afin de remplir la jauge de santé et des bombes à ramasser pour détruire tous les ennemis à l'écran. À la fin de chaque niveau, le joueur se bat contre un boss. Quand le boss est vaincu, son casque va se transformer en afro et le boss va exploser, sauf dans le dernier niveau ou le boss a une 2eme phase.